# Бялошевский, Мирон

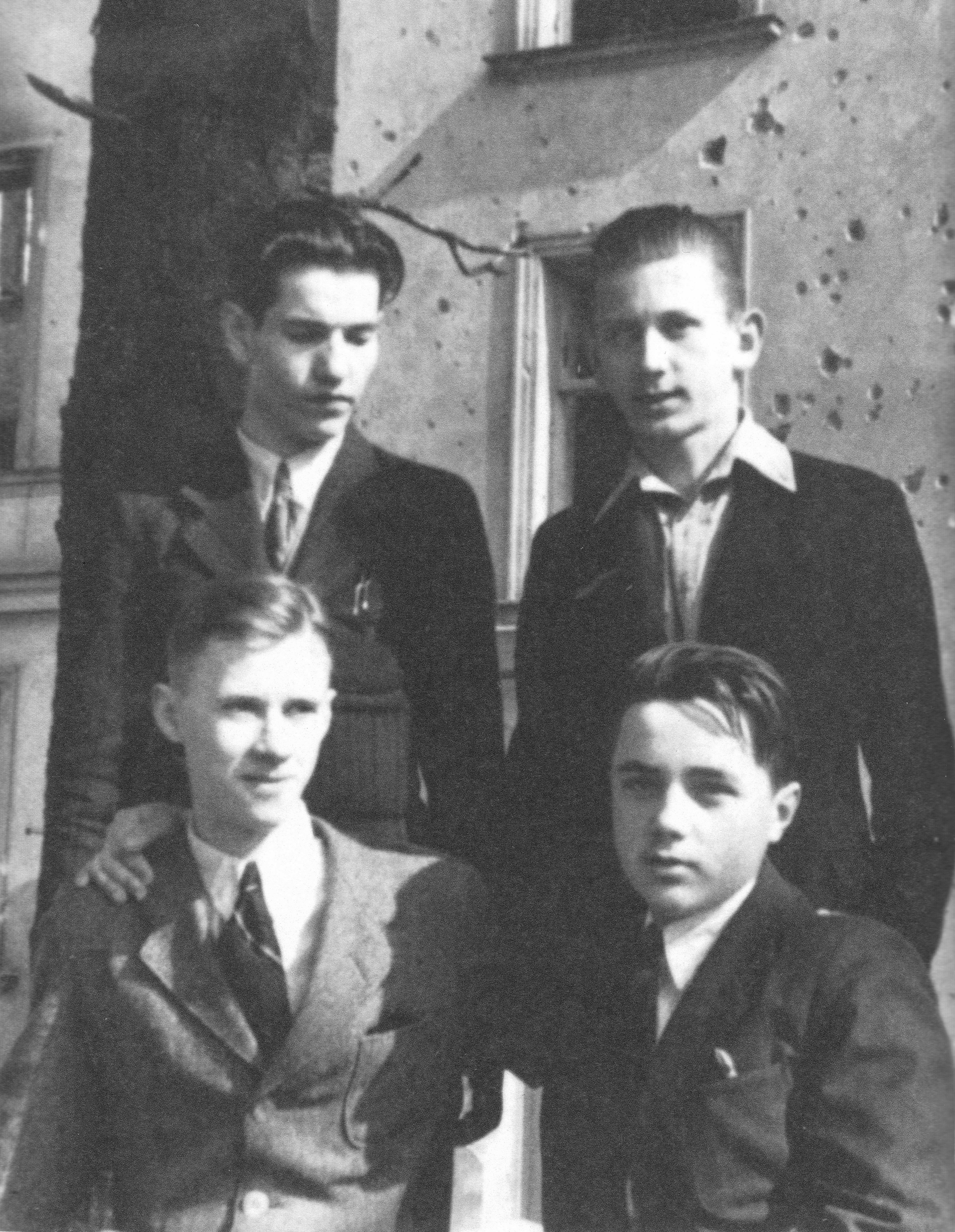
Мирон Бялошевский (первый слева в нижнем ряду) во время оккупации (1942)

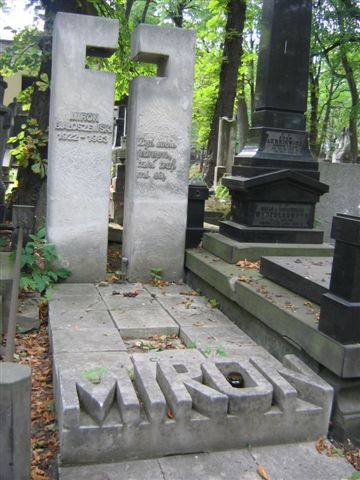
Могила Мирона Бялошевского на варшавском кладбище Повонзки

Мирон Бялошевский (пол. Miron Białoszewski, 30 июня 1922, Варшава, Польская Республика — 17 июня 1983, Варшава, Польская Народная Республика) — польский поэт, прозаик и драматург.

## Биография и творчество

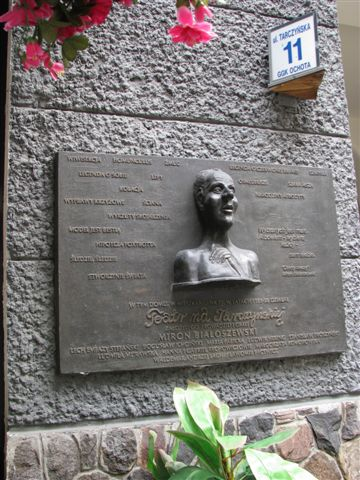
Мемориальная плита в Варшаве

В годы Второй мировой войны учился в подпольном университете, но не закончил его. Играл в подпольном театре, организованном Станиславом Чахоровским. После разгрома Варшавского восстания был арестован гитлеровцами, вывезен вместе с отцом на принудительные работы в Германию, сумел бежать. После войны служил на варшавском главпочтамте, работал в издательствах Курьер Цодженны. В 1955 году создал небольшой театр (Teatr Osobny), где до 1963 выступал автором и актёром.
Дебютировал в периодике вместе с Хербертом и Харасымовичем (1953), первую книгу стихов Обороты речи издал в 1956 году. Поэзия Бялошевского отличалась языковым экспериментаторством. Большой резонанс получила его автобиографическая книга Дневник варшавского восстания (1970, премия Министерства культуры и искусства).
Умер от инфаркта.

## Произведения
После каждого заглавия и года издания в квадратных скобках указывается номер тома издаваемого с 1987 года издательством Państwowy Instytut Wydawniczy собрания сочинений (Utwory zebrane), в котором помещены сочинения, опубликованные первоначально в данной книге.

### Стихи
- Obroty rzeczy (1956) [1]
- Rachunek zachciankowy (1959) [1]
- Mylne wzruszenia (1961) [1]
- Było i było (1965) [1]
- Wiersze (1976) [7]
- Poezje wybrane (1976) [7]
- Miron Białoszewski [в серии Poeci Polscy] (1977) [7]
- Odczepić się (1978) [7]
- Wiersze wybrane i dobrane (1980) [7]
- Trzydzieści lat wierszy (1982) [7]
- Oho (1985) [10]

### Стихи, проза, драматургия
- Teatr Osobny (1973) [2]
- Rozkurz (1980) [8]
- Stara proza. Nowe wiersze[вд] (1984) [9, 10]
- Obmapywanie Europy. Aaameryka. Ostatnie wiersze (1988) [9, 10]

### Проза
- Pamiętnik z powstania warszawskiego (1970) [3]
- Donosy rzeczywistości (1973) [8]
- Szumy, zlepy, ciągi (1976) [5]
- Zawał (1977) [6]
- Przepowiadanie sobie (1981) [9]
- Konstancin (1991) [9]

## Признание
Песни З.Конечного на стихи Бялошевского исполняла Эва Демарчик. О Бялошевском снят биографический игровой фильм Анджея Баранского Parę osób, mały czas (2005), в одной из двух главных ролей — Кристина Янда.

## Публикации на русском языке
- А. Свирщинская, Тадеуш Ружевич, М. Бялошевский, А. Бурса, Э. Стахура. Польские поэты: Сборник стихов / А. Базилевский. — М.: Радуга, 1990. — 311 с. — ISBN 5-05-002537-0.
- Т. Ружевич, Ю. Хартвин, Т. Боровский, А. Мендзыжецкий, М. Бялошевский и др. Польские поэты XX века. Антология / перевод Н. Астафьева, В. Британишский. — СПб.: Алетейя, 2000. — Т. 2. — 463 с. — (Антология). — ISBN 5-89329-325-8. — ISBN 5-89329-327-4.
- М. Бялошевский. Выпадение из грамматики = Wypadek z gramatyki. Монография. — М.: Вахазар, 2007. — 120 с.